# Selenocistein
Selenocistein (Se-Cys) je aminokiselina koja je prisutna u više enzima (na primer: glutationske peroksidaze, tetrajodotironin 5' dejodinaze, tioredoksin reduktaze, format dehidrogenaze, glicin reduktaze, i pojedine hidrogenaze).

## Nomenklatura
su zvanično preporučili simbole Sec i U za selenocistein.

## Struktura
Selenocistein je strukturno sličan sa cisteinom. Jedan atom selena zauzima mesto sumpora, formirajući selenol grupu. Proteini koji sadrže jedan ili više selenocisteinskih ostataka se nazivaju selenoproteinima.

## Biologija
Selenocistein ima nižu  vrednost (5.47) i viši redukcioni potencijal od cisteina. Te osobine ga čine veoma podobnim za proteine koji učestvuju u antioksidantskim aktivnostima.

## Literatura
- F. Zinoni, A. Birkmann, T. C. Stadtman and A. Bock (1986). „Nucleotide sequence and expression of the selenocysteine-containing polypeptide of formate dehydrogenase (formate-hydrogen-lyase-linked) from Escherichia coli”. PNAS. 83 (13): 4650—4654. PMC 323799 . PMID 2941757. doi:10.1073/pnas.83.13.4650.
- F. Zinoni, A. Birkmann, W. Leinfelder and A. Bock (1987). „Cotranslational insertion of selenocysteine into formate dehydrogenase from Escherichia coli directed by a UGA codon”. PNAS. 84 (10): 3156—3160. PMC 304827 . PMID 3033637. doi:10.1073/pnas.84.10.3156.
- Boyce E. Cone; Rafael Martin Del Rio; Joe Nathan Davis & Thressa C. Stadtman (1976). „Chemical characterization of the selenoprotein component of clostridial glycine reductase: identification of selenocysteine as the organoselenium moiety”. PNAS. 73 (8): 2659—63. PMC 430707 . PMID 1066676. doi:10.1073/pnas.73.8.2659.